# Битантай
Битантай (на руски: Бытантай) е река в Азиатската част на Русия, Източен Сибир, Република Якутия (Саха), ляв приток на река Яна от басейна на море Лаптеви. Дължината ѝ е 586 km, която ѝ отрежда 143-то място по дължина сред реките на Русия.
Река Битантай води началото си от източните склонове на хребета орулган, част от планинската верига Верхоянски хребет, на 1300 m н.в., в централната част на Република Якутия (Саха). От извора до устието на река Мастах Битантай тече в широка до 600-800 m долинаи с наклон до 20‰. След устието на Мастах долината ѝ се разширява до 2 km и се заблатява, като се появява заливна тераса. В този участък коритото на реката достига до 100 m, силно меандрира, а скоростта на течението намалява до 1,2 m/s. По-надолу ширината на долината се увуличава до 6-8 km, а коритото се дели на множество ръкави. В последните 20 km долината на Битантай достига ширина до 20 km а наклонът ѝ силно намалява - от 0,01 до 1,44‰. Влива се отляво в река Яна, при нейния 532 km, на 65 m н.в., на 6 km северно от село Сайди в северната част на Република Якутия (Саха).
Водосборният басейн на Битантай има площ от 40,2 хил. km2, което представлява 16,89% от водосборния басейн на река Яна и се простира в централната и северната част на Република Якутия (Саха). В басейнът на реката има над 2000 езера и около 4000 малки иголеми реки.
Водосборният басейн на Битантай граничи със следните водосборни басейни:
- на изток и север – водосборния басейн на река Дулгалах, лява съставяща на Яна и водосборните басейни на реките Тинах и Баки, леви притоци на Яна;
- на запад – водосборния басейн на река Лена;
- на северозапад – водосборния басейн на река Омолой, вливаща се в море Лаптеви.

Река Битантай получава получава 198 притока с дължина над 10 km, като 4 от тях са с дължина над 100 km:
380 → Хобол 101 / 3120
356 ← Билях 200 / 3740
272 → Улахан-Сакирир 172 / 5250
64 ← Тенки 299 / 3890
Подхранването на реката е снежно-дъждовно, като преобладава снежното. Среден годишен отток на 20 km от устието 153 m3/s, което като обем се равнява на 4,797 km3, като максималния средномесечен отток от 450-550 m3/s се формира през летния период (юни – август). Реката замръзва около 14 октомври, а се размразява около 29 май. През зимата замръзва до дъно за период от 3-4 месеца, като максималната дебелина на леда се изменя от 172 до 242 sm. Продължителността на замръзването е 236 дни, а периодът с ледови явления достига до 249 дни.
По течението на Адича са разположени пет малки села: Асар, Селябир, Али, Кустур и Сагара.